# Orazio III Sessi

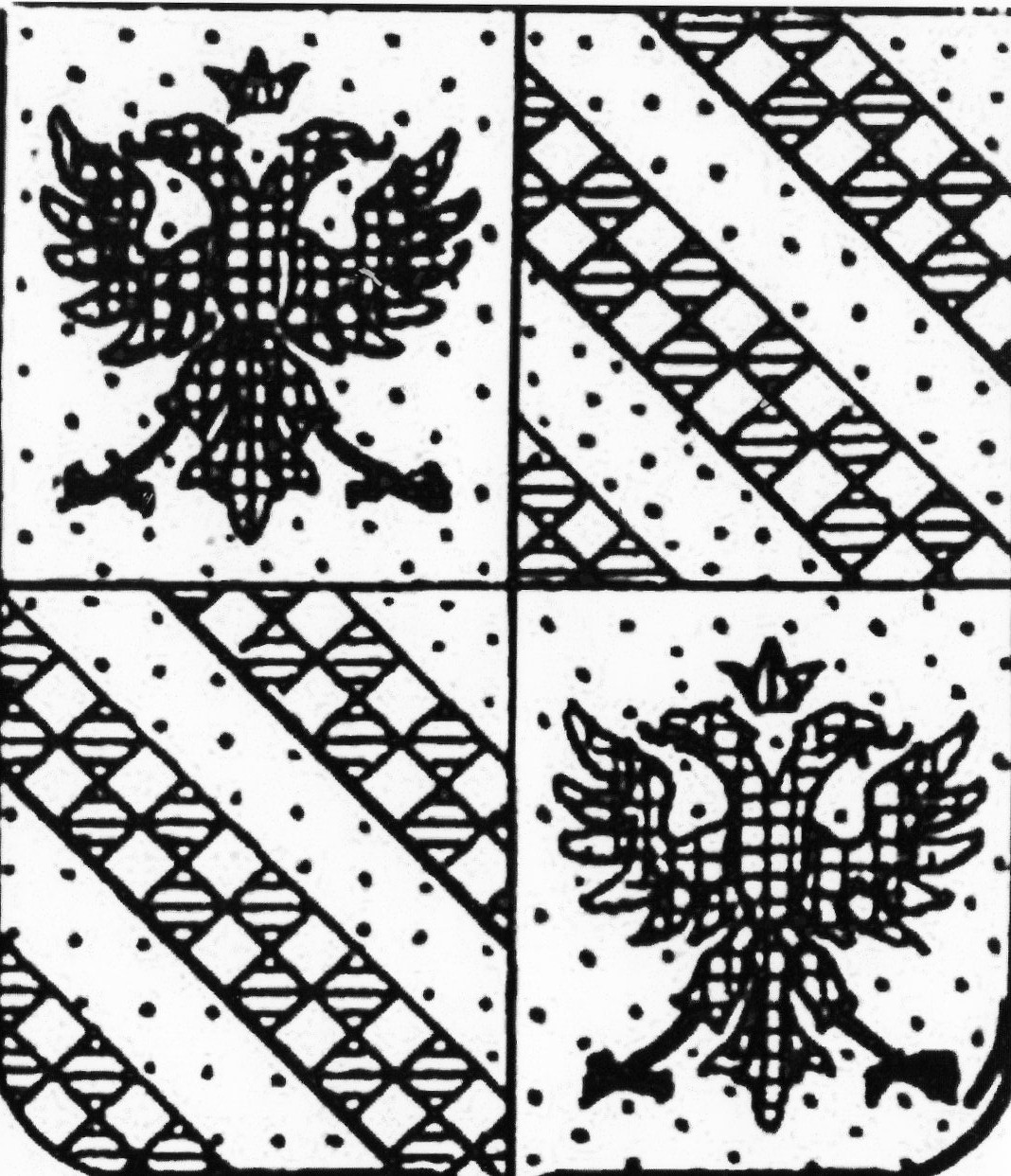
Stemma dei conti di Rolo

Orazio III Sessi (1647 – Rolo, 10 febbraio 1695) è stato un nobile italiano, tredicesimo conte di Rolo e primo marchese.

## Biografia
Era figlio di Ferdinando III e di Margherita Montecuccoli.
Fu erede della contea di Rolo alla morte del padre, ma il fratello Ernesto II nel 1684 impugnò l'atto di primogenitura; la disputa venne risolta dall'imperatore Leopoldo I d'Asburgo ribadendo il diritto di Orazio e dividendosi i beni.
Nel 1687 Orazio ottenne la nomina di Commissario Imperiale per l'Italia. In questa veste, fu chiamato a dirimere la controversia per il possesso e il titolo di duca di Guastalla quando Ferrante III Gonzaga morì nel 1678 senza eredi: Guastalla venne temporaneamente governata da Ferdinando Carlo di Gonzaga-Nevers, Duca di Mantova e del Monferrato, che aveva sposato Anna Isabella Gonzaga, figlia maggiore del duca Ferrante. La disputa venne risolta solo nel 1694 quando Vincenzo Gonzaga, figlio di Andrea Gonzaga di Ferrante II di Guastalla, divenne duca di Guastalla (Vincenzo aveva sposato nel 1679 Maria Vittoria Gonzaga, figlia secondogenita di Ferrante III).
Morì nel 1695 e venne sepolto nella chiesa di San Zenone a Rolo. Dal 1695 al 1716 la reggenza della contea venne assunta dalla moglie Fulvia Carandini.

## Discendenza
Sposò nel 1677 Fulvia Carandini di Modena ed ebbero questi figli:
- Anna (1683-?)
- Vittoria, Sposò Corrado Castiglioni d Mantova
- Francesco Antonio (1692-1746), successore del padre
- Gaetano I (1693-1776)

Nacquero anche altri figli, ma morirono infanti.